# Psocidae

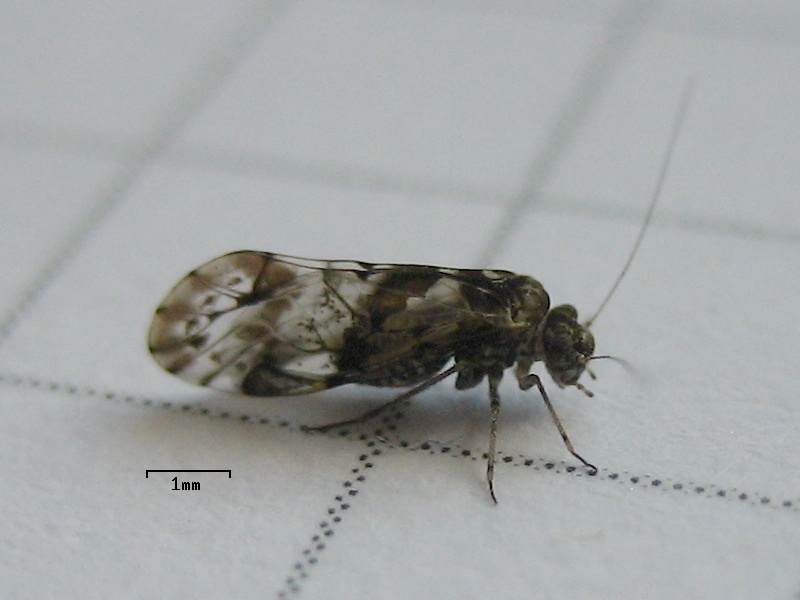
Trichadenotecnum sexpunctatum

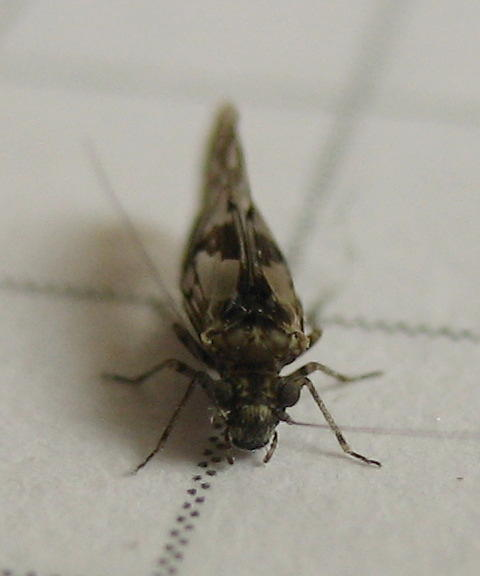
Trichadenotecnum sexpunctatum

Psocidae es una familia de piojos de la corteza en el orden  Psocodea.
Los miembros de esta familia son reconocidos por su venación del ala, donde la areola postica se fusiona con la vena M, dando lugar a la llamada célula discoidal. Esta familia se encuentra muy relacionada con Myopsocidae. Miden de 2 a 12 mm.
La familia posee una muy amplia distribución, incluida Nueva Zelanda. Viven en la corteza de árboles o en rocas.
Hay más de 1,300 spp. en alrededor de 90 géneros en 3 subfamilias.

## Géneros
Los siguientes 86 géneros pertenecen a la familia Psocidae:
- Amphigerontia Kolbe, 1880 i c g b
- Anomaloblaste c g
- Arabopsocus c g
- Atlantopsocus c g
- Atrichadenotecnum c g
- Atropsocus Mockford, 1993 i c g b
- Barrowia c g
- Blaste Kolbe, 1883 i c g b
- Blastopsocidus c g
- Blastopsocus Roesler, 1943 i c g b
- Brachinodiscus c g
- Camelopsocus Mockford, 1965 i c g b
- Cephalopsocus c g
- Cerastipsocus Kolbe, 1884 i c g b
- Ceratostigma c g
- Cervopsocus c g
- Chaetoblaste c g
- Chaetopsocidus c g
- Chilopsocus c g
- Clematoscenea c g
- Clematostigma c g
- Copostigma c g
- Cycetes c g
- Cyclotus Swainson, 1840 i c g
- Dactylopsocus c g
- Dictyopsocus c g
- Diplacanthoda c g
- Disopsocus c g
- Elaphopsocoides c g
- Elaphopsocus c g
- Elytropsocus c g
- Epiblaste c g
- Eremopsocus c g
- Euclismioides c g
- Fashenglianus c g
- Ghesquierella c g
- Gigantopsocus c g
- Glossoblaste c g
- Hyalopsocus Roesler, 1954 i c g b
- Hybopsocus c g
- Indiopsocus Mockford, 1974 i c g b
- Indoblaste c g
- Javablaste c g
- Javapsocus c g
- Kaindipsocus c g
- Kimunpsocus c g
- Lacroixiella c g
- Lasiopsocus c g
- Lativalva c g
- Lipsocus c g
- Loensia Enderlein, 1924 i c g b
- Longivalvus c g
- Lubricus c g
- Mecampsis c g
- Metylophorus Pearman, 1932 i c g b
- Neoblaste c g
- Neopsocopsis c g
- Neopsocus c g
- Ophthalmopsocus c g
- Oreopsocus c g
- Pearmania c g
- Pilipsocus c g
- Poecilopsocus c g
- Pogonopsocus c g
- Propsococerastis c g
- Pseudoclematus c g
- Pseudoptycta c g
- Psocidus c g
- Psococerastis c g
- Psocomesites c g
- Psocus Latreille, 1794 i c g b
- Ptycta Enderlein, 1925 i c g b
- Sacopsocus c g
- Sciadionopsocus c g
- Setopsocus c g
- Sigmatoneura c g
- Steleops Enderlein, 1910 i c g b
- Stylatopsocus c g
- Sundapsocus c g
- Symbiopsocus c g
- Tanystigma c g
- Thyrsophorus c g
- Thyrsopsocopsis c g
- Thyrsopsocus c g
- Trichadenopsocus c g
- Trichadenotecnum Enderlein, 1909 i c g b

Fuentes de información: i = ITIS, c = Catalogue of Life, g = GBIF, b = Bugguide.net